# Myoxocephalus sinensis
Myoxocephalus sinensis is een straalvinnige vissensoort uit de familie van de donderpadden (Cottidae). De wetenschappelijke naam van de soort is voor het eerst geldig gepubliceerd in 1873 door Sauvage.